# NGC 295
NGC 295 je galaksija u zviježđu Ribe.

## Vanjske poveznice
- SEDS: NGC 295